# Simiscincus aurantiacus
Simiscincus aurantiacus — вид сцинкоподібних ящірок родини сцинкових (Scincidae). Ендемік Нової Каледонії. Це єдиний представник монотипового роду Simiscincus.

## Поширення і екологія
Simiscincus aurantiacus відомі з низки місцевостей, розташованих на півдні Нової Каледонії, зокрема в лісі Форе-Норд, на схилах гір Пік-дю-Гранд-Каорі і Пік-дю-Пен та в заповіднику Блу-Рівер. Вони живуть у вологих тропічних лісах та в чагарникових заростях макі. Зустрічаються на висоті від 150 до 500 м над рівнем моря. Ведуть наземний, напівриючий спосіб життя, ховаються під поваленими деревами, серед каміння і опалого листя та в тріщинах у ґрунті.

## Збереження
МСОП класифікує цей вид як вразливий. Simiscincus aurantiacus загрожує знищення природного середовища та хижацтво з боку інтродукованих мурах Wasmannia auropunctata і Anoplolepis gracilipes, щурів і свиней.